# 타워 오브 테러 II

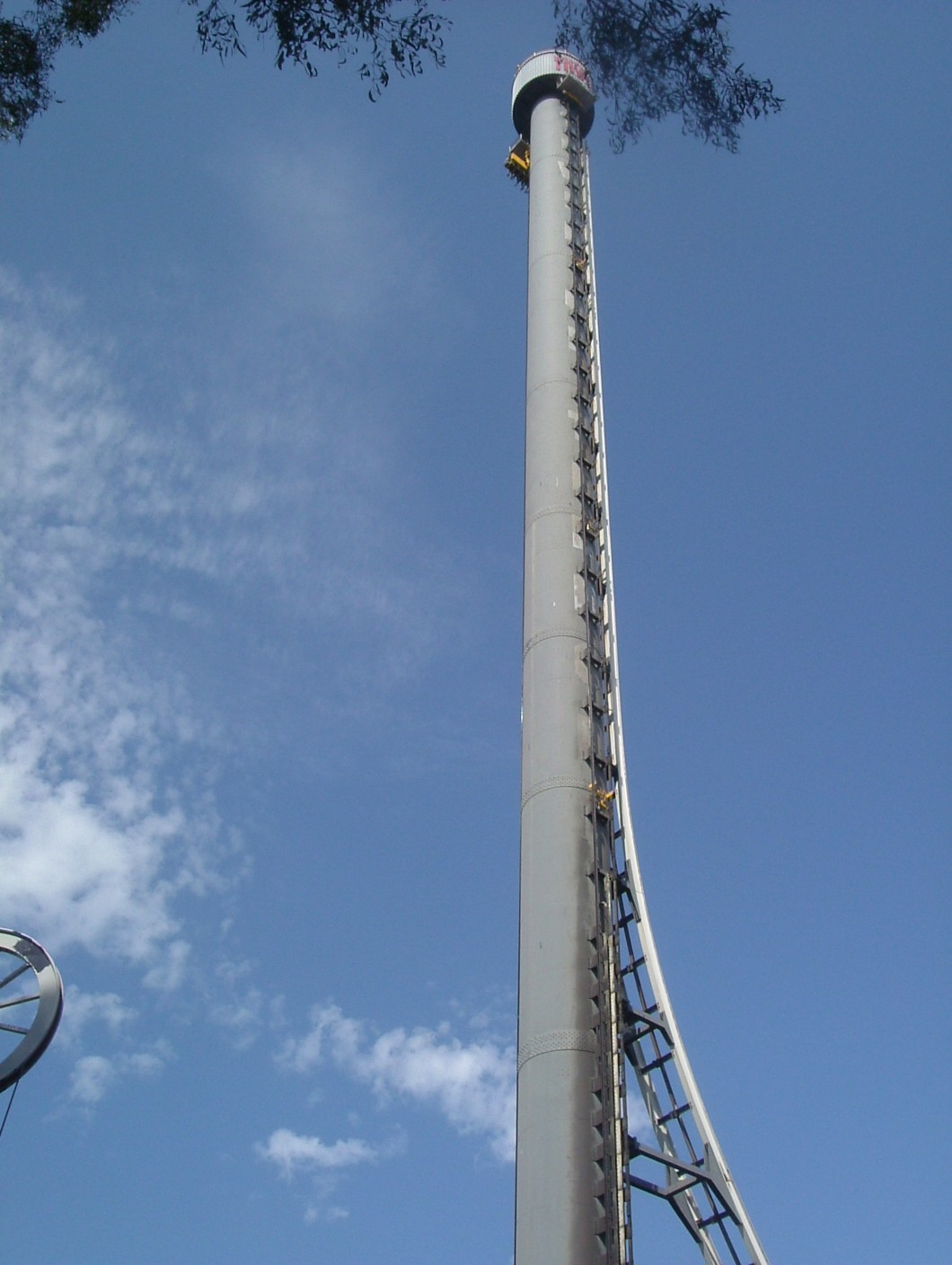
타워 오브 테러 II

타워 오브 테러 II(영어: Tower of Terror II)는 오스트레일리아 퀸즐랜드주 쿠메라에 위치한 놀이공원 드림월드의 롤러코스터이다. 1997년 1월 23일 오픈하였다.